# Zemplínske Hradište
Zemplínske Hradište (Hongaars: Hardicsa) is een Slowaakse gemeente in de regio Košice, en maakt deel uit van het district Trebišov.
Zemplínske Hradište telt 1.090 inwoners.